# Pieter Neefs (I)

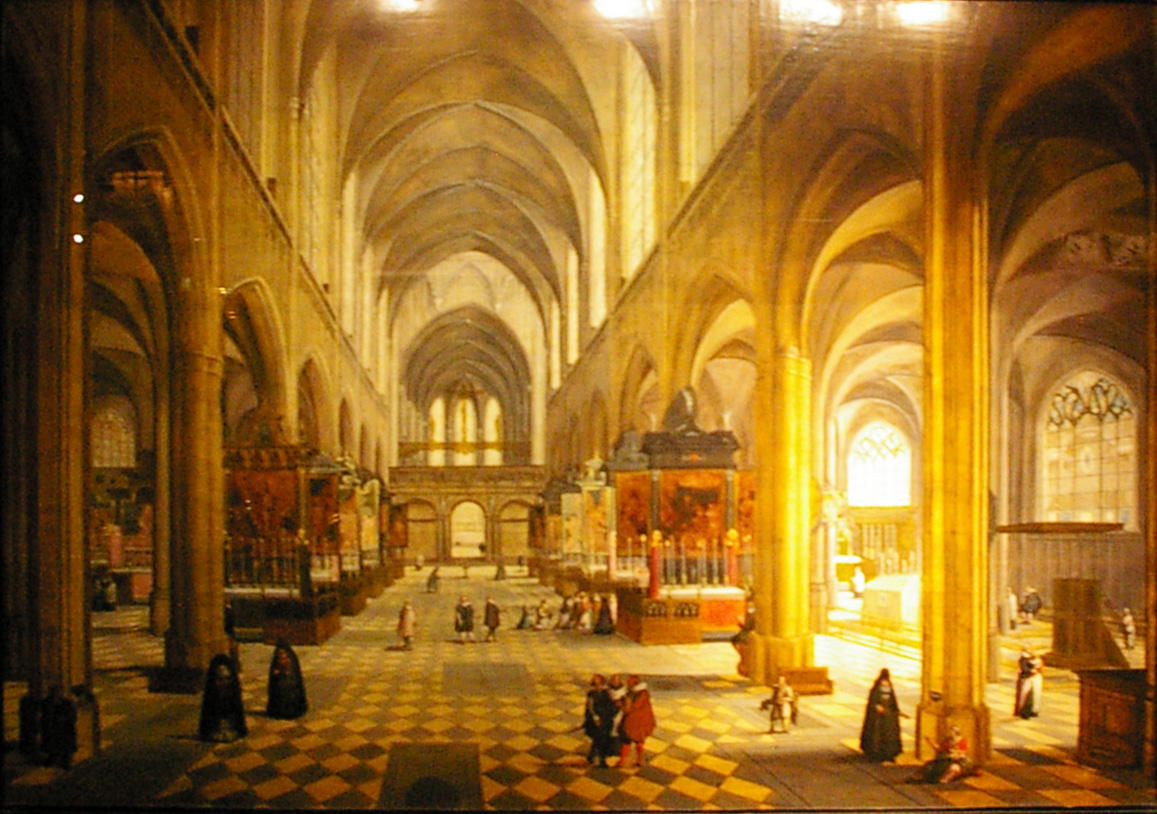
Pieter Neeffs I, Interieur van de Onze-Lieve-Vrouwekathedraal (Antwerpen), ca. 75 x 107 cm

Pieter Neefs I voorkomende varianten zijn Neeffs en Nefs (Antwerpen, ca. 1578 – aldaar, na 1656) was een Brabantse kunstschilder uit de barokperiode.
Neefs schilderde vooral architecturale interieurs van kerkgebouwen. Hij was actief in Antwerpen en zijn doeken vertonen invloeden van Hendrik van Steenwijk de Oudere en Hendrik van Steenwijk de Jongere. Zijn bijdrage tot dit genre was het schilderen van kerkinterieurs bij nacht, belicht vanuit twee lichtbronnen (fakkels of kaarsen). Zijn doeken zijn zeer gedetailleerd en zuiver maar niet zonder enige hardheid. Andere schilders zorgden vaak voor de opvulling van de architectuur zoals Frans Francken (II) voor de menselijke figuren zorgde in het schilderij Avondmis in een gotische kerk (zie afbeelding). David Teniers I, Pieter Brueghel de Jonge en Theodoor van Thulden werkten ook met Pieter Neefs samen.
Pieter Neefs schilderde in 1636 het interieur van de Sint-Pauluskerk (Antwerpen).
Zijn zonen Ludovicus en Pieter Neefs (II) schilderden vergelijkbare onderwerpen waardoor de toewijzing van doeken aan een van de drie vaak moeilijk is.

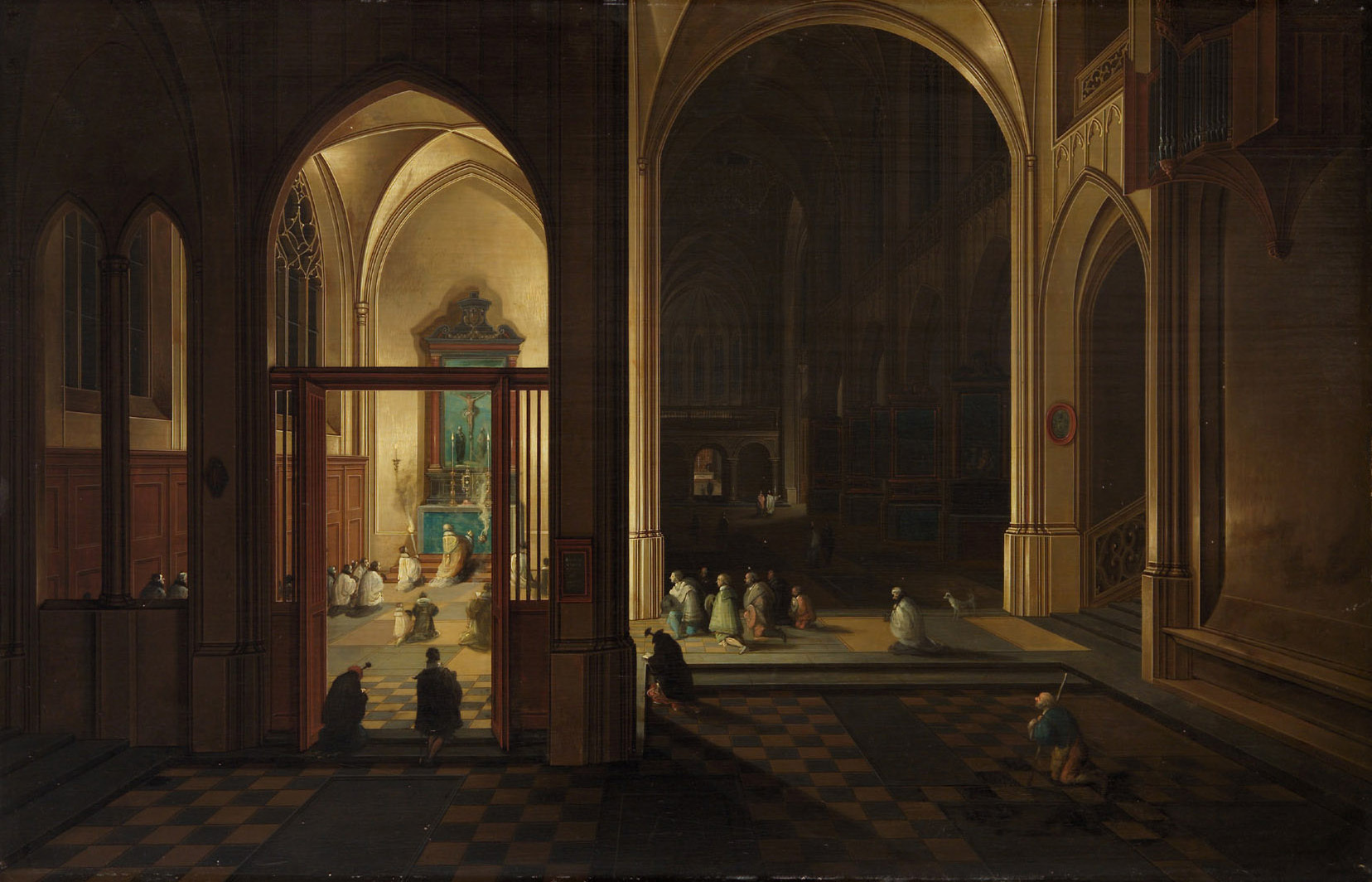
Avondmis in een gotische kerk in het Kunsthistorisches Museum Wien
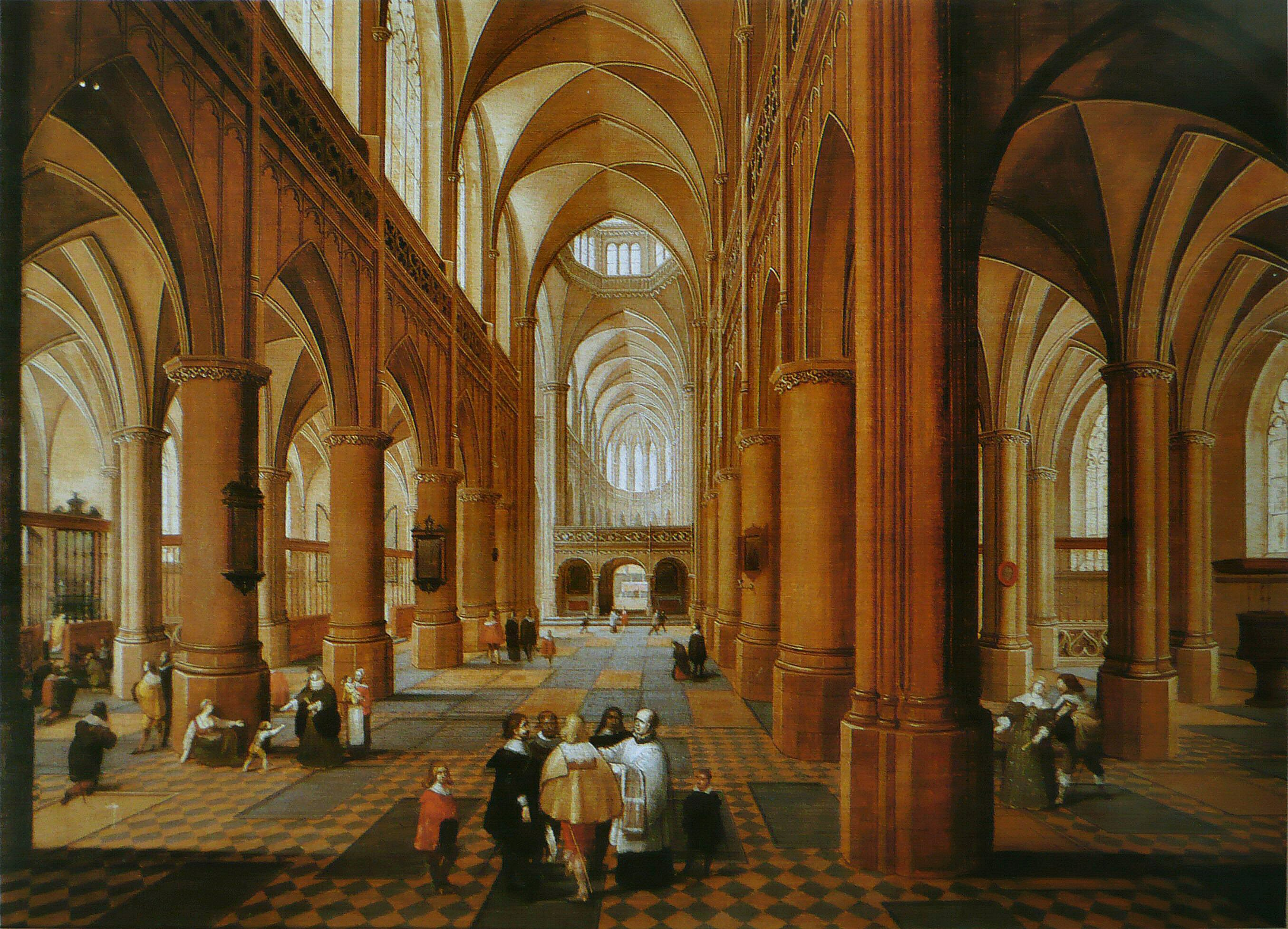
Interieur van een gotische kerk

## Link
- Sint-Pauluskerk (Antwerpen)

- Art Gallery of South Australia: 4767
- Bibliothèque nationale de France: cb149609705 (data)
- Biografisch Portaal: 35471787
- Gemeinsame Normdatei: 130368792
- KulturNav: e28d2ae4-054c-412d-8045-d873f0883ead
- RKD-Nederlands Instituut voor Kunstgeschiedenis: 59042
- Union List of Artist Names: 500010047
- Virtual International Authority File: 10118800
- WorldCat: E39PBJpdVWpxJjTtr6vdRkg9Xd